# 국가정찰국

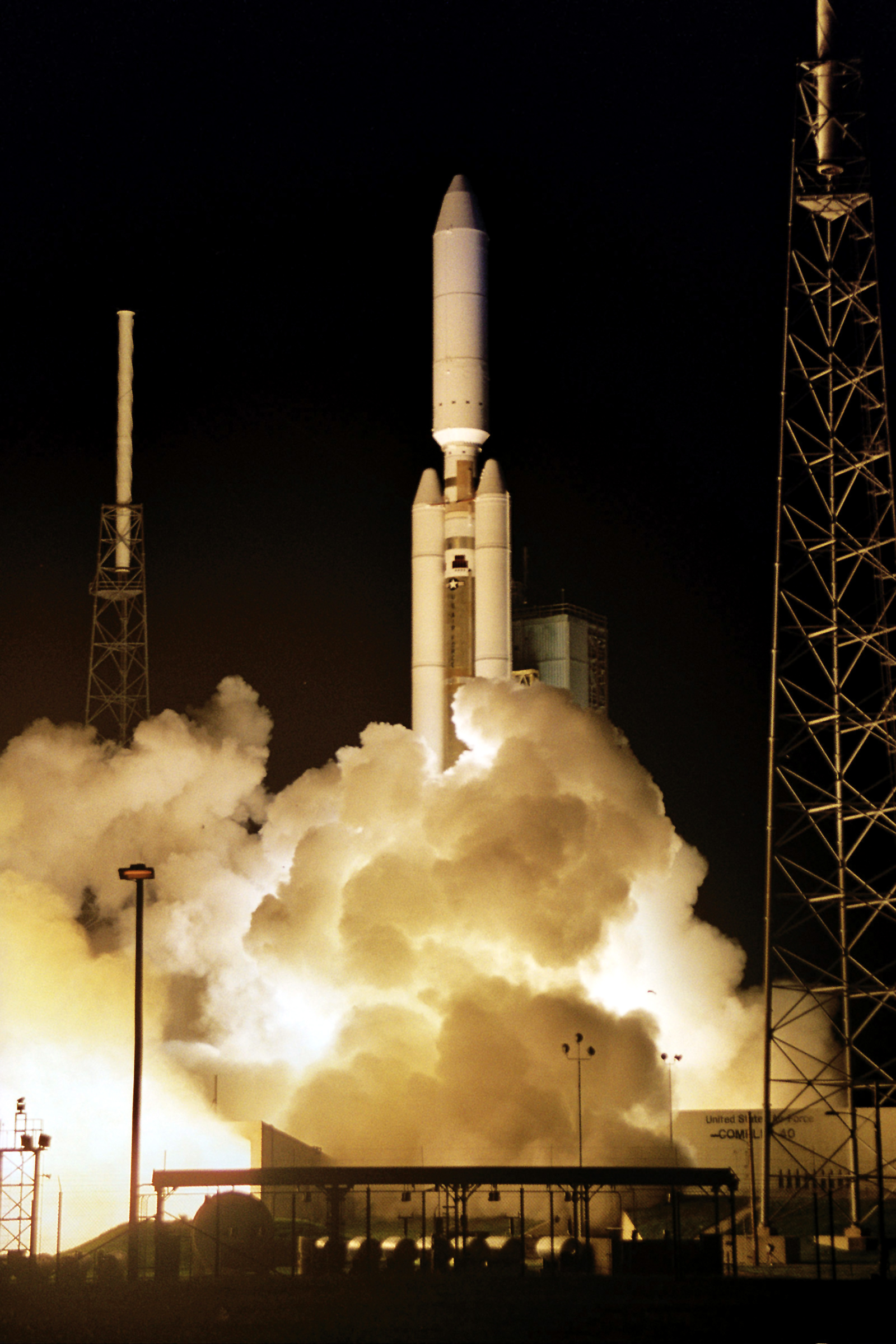
2003년 9월 9일 NRO의 정찰위성을 탑재한 타이탄 IV 로켓이 발사되고 있다

국가정찰국 (NRO: National Reconnaissance Office)은 미국 국방부 소속의 정찰 담당 기관으로서 미국 버지니아주 챈틀리에 위치해 있다.  미국 정보 공동체 중 하나이며 정찰위성을 관리한다.
정찰위성은 플로리다주의 케이프커내버럴 공군 기지와 캘리포니아주의 반덴버그 공군 기지에서 발사된다.

## 제작한 정찰위성
- KH-11
- KH-12
- KH-13

## 같이 보기
- KH-12